# Dog River (fictieve plaats)
Dog River is een fictief stadje in de Canadese provincie Saskatchewan, waar de sitcom Corner Gas  zich bijna uitsluitend in afspeelt.
In Dog River wonen ongeveer 500 mensen. Uit uitspraken in de serie blijkt dat Dog River ergens tussen Regina en Saskatoon ligt.
Dog River biedt onder andere plaats aan een tankstation, uitgebaat door Brent Leroy (Brent Butt).